# Aphanius transgrediens
Aphanius transgrediens é uma espécie de peixe da família Cyprinodontidae.
É endémica de Turquia.